# Transposon

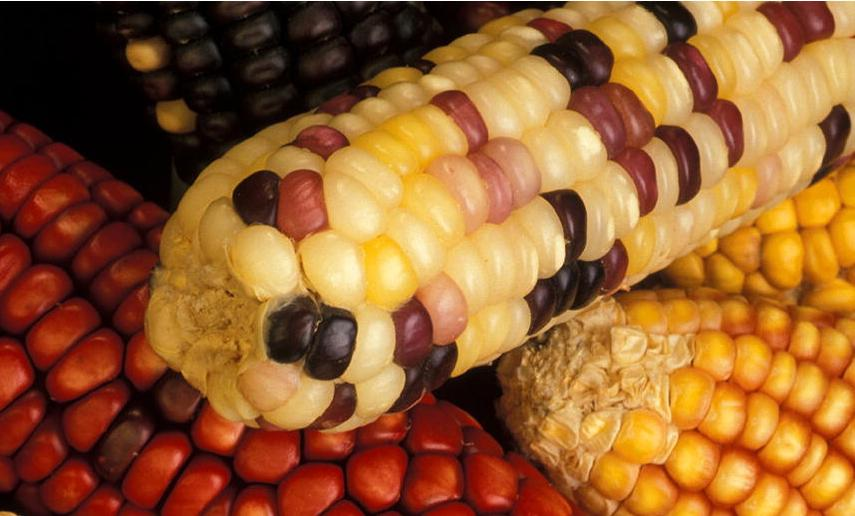
De ontdekking van transposons werd mogelijk gemaakt door onderzoek naar de kleurvariatie in maïskorrels; de springende transposons zorgen voor de activering en deactivering van pigmentgenen.

Transposons, ook wel springende genen genoemd, zijn DNA-sequenties die in staat zijn om van de ene locatie naar de andere binnen het genoom te verplaatsen. Ze werden voor het eerst ontdekt door Barbara McClintock in de late jaren 40 bij maïs en zijn sindsdien aangetoond in alle vormen van leven, van bacteriën tot zoogdieren. Transposons vormen bij sommige organismen een aanzienlijk deel van het genetisch materiaal; bij de mens wordt geschat dat ongeveer 45% van het genoom uit transposon-gerelateerde sequenties bestaat.
Transposons kunnen grofweg worden onderverdeeld in twee klassen op basis van hun verplaatsingsmechanisme. Retrotransposons (klasse I) verplaatsen zich via een RNA-intermediair en een ‘copy-and-paste’-mechanisme, waarbij ze door reverse-transcriptase worden omgezet in DNA voordat ze elders in het genoom integreren. De DNA-transposons (klasse II) verplaatsen zich rechtstreeks als DNA-molecuul via een ‘cut-and-paste’-mechanisme. Excisie van de sequentie, en de integratie elders, wordt verzorgd door het enzym transposase.
Het verspringen van transposons kan eiwit-coderende genen verstoren, bijvoorbeeld wanneer een transposon in een naastgelegen regulatoire sequentie terechtkomt. Hierdoor worden transposons vaak in verband gebracht met genetische instabiliteit en ziekten zoals kanker. In de loop van de evolutie hebben transposons zich veel vermenigvuldigd en verspreid door het genoom. Ze zijn een belangrijk onderwerp in genoomevolutie.

## Werking
Transposons, in literatuur vaak aangeduid als transposable elements, zijn waarschijnlijk al zeer vroeg in de evolutie ontstaan. Het verspringen wordt verzorgd door een enzym genaamd transposase, meestal gecodeerd door het transposon zelf. Dit enzym knipt een specifieke DNA-sequentie aan de uiteinden van de transposon, waardoor het loskomt uit het chromossom en zich op een nieuwe locatie in het DNA kan invoegen. De meeste transposons zijn weinig selectief bij het kiezen van hun doellocatie, en kunnen daarom op veel verschillende plaatsen in het genoom integreren.
De meeste transposons verplaatsen zich slechts zelden. In bacteriën vindt transpositie gewoonlijk plaats met een frequentie van ongeveer één gebeurtenis per 100.000 celdelingen. Een hogere activiteit zou het genoom van de gastheercel waarschijnlijk beschadigen. In planten en dieren is de situatie anders: het is gebruikelijk dat nakomelingen tientallen tot honderden nieuwe inserties dragen ten opzichte van hun ouders. Deze hoge mate van transpositie kan worden verdragen omdat deze genomen meestal grote hoeveelheden niet-essentieel DNA bevatten, waarin probleemloos inserties kunnen plaatsvinden.

## Voorbeelden
Het eerste springende gen werd in 1951 door Barbara McClintock ontdekt in maïs. Ze kreeg hiervoor in 1983 de Nobelprijs. Ze ontdekte inserties, deleties en translocaties, die ontstaan waren door springende genen. Deze kwamen onder andere tot uiting in de kleur van de maiskorrel. Ongeveer 64% van het maisgenoom bestaat uit springende genen.
Springende genen in de fruitvlieg (Drosophila melanogaster) worden P-elementen genoemd. Deze genen komen pas sinds de vijftiger jaren van de twintigste eeuw in het fruitvliegje voor. Kunstmatig gemaakte P-elementen kunnen gebruikt worden voor het inbrengen van genen in de fruitvlieg door ze te injecteren in het embryo.
Springende genen in bacteriën hebben meestal naast het gen voor het aanmaken van transposase een extra gen, meestal met antibiotische werking. Springende genen kunnen uit het genoom-DNA springen naar de plasmiden en omgekeerd. Hierdoor kunnen makkelijk multi-resistente stammen tegen antibiotica ontstaan.

## Ziekten
Springende genen zijn mutagenen. Ze kunnen aan het genoom van hun gastheercel schade toebrengen door:
- in een functioneel gen te gaan zitten, waardoor de werking verloren gaat,
- na het weer verlaten een gat over te laten dat waarschijnlijk niet goed meer gerepareerd wordt,
- het verhinderen van een goede chromosoomparing tijdens de meiose door verscheidene kopieën achter elkaar, waardoor er ongelijke overkruisingen gemaakt worden.

Ziekten veroorzaakt door springende genen zijn:
- Hemofilie A en B,
- SCID,
- porfyrie,
- gevoeligheid voor kanker en
- ziekte van Duchenne.

## Evolutie van springende genen
Springende genen worden in bijna alle organismen gevonden en moeten daarom een gezamenlijke voorouder hebben gehad of meerdere malen opnieuw zijn ontstaan.
Springende genen worden als een soort parasieten gezien binnen het genoom van celvormende organismen. Ze kunnen vergeleken worden met virussen. Virussen en springende genen hebben overeenkomsten in hun genoomstructuur en biochemische activiteiten.
Om zich tegen springende genen te wapenen kunnen bacteriën genen uit hun genoom verwijderen. Hogere organismen zoals de eukaryoten hebben het RNA-interferentie-mechanisme voor het onderdrukken van springende genen.